# Lucens
Lucens ist eine politische Gemeinde im Distrikt Broye-Vully des Kantons Waadt in der Schweiz. Die früheren deutschen Namen Lobsingen und Losingen werden heute nicht mehr verwendet.

## Geographie

Luftbild (1949)

Lucens liegt auf 498 m ü. M., 14,5 km südwestlich des Bezirkshauptortes Payerne (Luftlinie). Das Dorf erstreckt sich im mittleren Broyetal, beidseits des Flüsschens Cerjaule, das hier aus dem Vallon des Vaux in die Talebene der Broye hinaustritt, im östlichen Waadtländer Mittelland.
Die Fläche des 6,3 km² grossen Gemeindegebiets umfasst einen Abschnitt des mittleren Broyetals und des westlich angrenzenden Molassehügellandes. Nordöstlich von Lucens gehört der ganze rund 1 km breite flache Talboden der Broye zur Gemeinde; südwestlich des Dorfes verläuft die Grenze zu Curtilles entlang der Broye, die hier kanalisiert und begradigt ist. Vom Talboden erstreckt sich das Gemeindegebiet westwärts bis an die obere Kante des Steilhangs des Hochplateaus von Cremin. Westlich von Lucens reicht der Gemeindeboden in das weitgehend bewaldete Vallon des Vaux, das zusammen mit seinen kurzen Seitentälchen in die Molasseschichten des Hügellandes eingetieft ist. Der Hügelzug zwischen dem Vallon des Vaux und dem Broyetal wird durch den Wald Bois à Ban bedeckt und erreicht auf der Höhe Créta mit 690 m ü. M. den höchsten Punkt von Lucens. Von der Gemeindefläche entfielen 1997 20 % auf Siedlungen, 36 % auf Wald und Gehölze, 41 % auf Landwirtschaft und rund 3 % war unproduktives Land.
Zu Lucens gehören die Industrie- und Gewerbezonen im Broyetal sowie mehrere Einzelhöfe. Nachbargemeinden von Lucens sind Bussy-sur-Moudon, Chavannes-sur-Moudon, Curtilles, Lovatens, Montanaire, Moudon, Valbroye und Villars-le-Comte, im Kanton Waadt sowie Billens-Hennens, Cheiry, Prévondavaux, Siviriez, Surpierre und Ursy im Kanton Freiburg.

## Bevölkerung
Mit 4596 Einwohnern (Stand 31. Dezember 2023) gehört Lucens zu den mittelgrossen Gemeinden des Kantons Waadt und ist bezüglich der Einwohnerzahl die zweitgrösste Gemeinde im Bezirk Moudon. Von den Bewohnern sind 82,0 % französischsprachig, 5,0 % italienischsprachig und 3,5 % sprechen Albanisch (Stand 2000). Die Bevölkerungszahl von Lucens belief sich 1900 auf 1517 Einwohner. Besonders in den Jahren von 1960 bis 1970 stieg die Bevölkerungszahl stark an, um danach für einige Zeit bei rund 2100 Einwohnern stabil zu bleiben. Nach einem Maximum um 1990 mit 2320 Einwohnern wurde in den letzten Jahren wieder ein leichter Bevölkerungsrückgang verzeichnet. Ende 2015, vor der Eingemeindung von fünf Gemeinden, betrug die Einwohnerzahl 3334.

## Wirtschaft
Bis in die zweite Hälfte des 19. Jahrhunderts war Lucens ein vorwiegend durch die Landwirtschaft geprägtes Dorf. Mit der Gründung der Edelsteinschleiferei Junod im Jahr 1862 begann der wirtschaftliche Aufschwung von Lucens. Der Betrieb, der zeitweise fast 1000 Mitarbeiter beschäftigte, wurde 1931 geschlossen. Daneben entstanden weitere bedeutende Betriebe in der Branche der Steinschleiferei und Uhrmacherei, beispielsweise die Tanner Frères SA (1880), die Gasser-Ravussin SA (1921) und die Bunter SA (1917).
Damit entwickelte sich Lucens zu einem bedeutenden Industriestandort im mittleren Broyetal, dessen Status es noch heute innehält. Im Jahr 2001 waren 57 % der Erwerbstätigen im industriellen Sektor beschäftigt, während der Dienstleistungssektor 39 % und der primäre Sektor 4 % der Erwerbstätigen auf sich vereinigen konnten.
Die Landwirtschaft mit Ackerbau und Viehzucht sowie die Forstwirtschaft haben heute nur noch eine marginale Bedeutung in der Erwerbsstruktur der Bevölkerung. Die Gewerbe- und Industriezonen erstrecken sich im Broyetal zwischen der Bahnlinie und der Broye. Wichtige Unternehmen sind heute noch die Gasser-Ravussin SA und die Reymond & Co SA (im Bereich der Mikrotechnik) sowie die Isover SA (Isolationsmaterial). Weitere Betriebe haben sich auf das Baugewerbe, das Transportgewerbe, den Metallbau, die Informatik und die elektrotechnische Industrie spezialisiert.

### Versuchsatomkraftwerk Lucens
Im Verlauf der 1960er Jahre wurde das unterirdische Versuchsatomkraftwerk Lucens (VAKL) erbaut. Mit dem Forschungs-Atomreaktor wurde am 29. Januar 1968 erstmals in der Schweiz Elektrizität mit Hilfe von Kernkraft erzeugt. Die Anlage war auch zur Produktion von Plutonium für eine Schweizer Atombombe gedacht. Nach kurzer Betriebszeit ereignete sich am 21. Januar 1969 ein folgenschwerer Zwischenfall, als es nach Problemen mit dem Kühlsystem zu einer partiellen Kernschmelze kam. Radioaktive Gase entwichen in die Kaverne, die aber isoliert und versiegelt werden konnte. Der Unfall wird heute auf der INES-Skala als Ereignis der Stufe 5 klassiert. Die Gefahr für Mensch und Umwelt war begrenzt, da sich der Reaktor in einem Bergstollen befand.

## Verkehr
Die Gemeinde liegt an der Hauptstrasse 1 von Lausanne über Payerne nach Bern. Der Transitverkehr von Payerne nach Lausanne, der besonders vor der Eröffnung der Autobahnen von Bern in die Westschweiz zeitweise hohe Frequenzen erreichte, wird auf einer Ortsumfahrung um Lucens herumgeführt. Am 25. August 1876 wurde die Eisenbahnlinie von Payerne via Moudon nach Palézieux mit einem Bahnhof in Lucens in Betrieb genommen.

## Geschichte
Die erste urkundliche Erwähnung des Ortes erfolgte bereits im Jahr 963 unter dem Namen villa Losingus. Später erschienen die Bezeichnungen Locens (1157) und Lucens (1217). Der Ortsname geht vermutlich auf den burgundischen Personennamen Lauso zurück und bedeutet bei den Leuten des Lauso.
Lucens gehörte seit dem 10. Jahrhundert den Bischöfen von Lausanne, stand aber lange Zeit hinter dem auf der gegenüberliegenden Talseite der Broye gelegenen Curtilles zurück. An der Stelle des heutigen Schlosses befand sich wahrscheinlich schon in burgundischer Zeit eine burgähnliche Anlage, die im 11. und 12. Jahrhundert ausgebaut wurde. Erst mit dem weiteren Ausbau und der Verlegung der bischöflichen Residenz von Curtilles nach Lucens im 13. Jahrhundert stieg die Bedeutung des Ortes. Lucens war fortan Sommerresidenz der Bischöfe von Lausanne. Das Schloss wurde 1476 im Zuge der Burgunderkriege von den Eidgenossen in Brand gesteckt, später aber wieder aufgebaut.
Als einer der letzten Orte im Waadtland wurde Lucens 1536 von den Bernern erobert. Damit gelangte das Dorf unter die Verwaltung der Landvogtei Moudon. Nachdem der erste Landvogt seinen Sitz noch in Moudon gehabt hatte, verlegte der zweite, Wolfgang von Erlach, seinen Hauptsitz 1542 in das Schloss von Lucens, das er als wesentlich einfacher zu verteidigen ansah als der Vogteisitz in Moudon. Alle weiteren Vögte der Berner Vogtei Moudon residierten danach in Lucens, das eine eigene Kastlanei mit Gerichtshof bildete. Lucens wurde damit zum eigentlichen Verwaltungszentrum im mittleren Broyetal.
Nach dem Zusammenbruch des Ancien Régime gehörte Lucens von 1798 bis 1803 während der Helvetik zum Kanton Léman, der anschliessend mit der Inkraftsetzung der Mediationsverfassung im Kanton Waadt aufging. 1798 wurde es dem Bezirk Moudon zugeteilt und verlor seine Stellung als Verwaltungszentrum. Ein neuer wirtschaftlicher Aufschwung erfolgte erst nach 1850 mit der Industrialisierung und der Gründung einer Edelsteinschleiferei im Jahr 1862. Die Arbeiter aber fühlten sich übergangen. Im November 1907 streikten die Uhrensteinarbeiter (Ouvriers pierristes).
Mit Wirkung auf den 1. Januar 2011 wurde die bis dahin selbständige Gemeinde Oulens-sur-Lucens nach Lucens eingemeindet.

## Sehenswürdigkeiten
Herausragendes Bauwerk von Lucens ist das ehemals bischöfliche Schloss, das im 13. Jahrhundert in strategisch hervorragender Lage auf dem Felssporn zwischen dem Vallon des Vaux und dem Broyetal nordwestlich des Dorfes errichtet wurde. Grössere Umbauten und Erweiterungen erfolgten Mitte des 16. Jahrhunderts, als das Schloss zum Vogteisitz erkoren wurde. Die ältesten aus dem Mittelalter stammenden Teile sind der in savoyischer Art runde und 26 m hohe Bergfried (13. Jahrhundert) und seine angrenzenden Gebäude und Mauern. Der unregelmässige Palas mit Erkertürmchen und einer zweifachen Ringmauer entstand während der Berner Zeit. Das Schloss ging 1798 in den Besitz des Kantons über, wurde von diesem aber 1803 verkauft und wechselte seither mehrmals den Besitzer.
Berühmtester Besitzer war sicher Adrian Conan Doyle, der Sohn des Schriftstellers Sir Arthur Conan Doyle. Auf seine Initiative hin wurde 1965 im Schloss das Sherlock-Holmes-Museum eingerichtet. Nach dem Tod von Adrian Conan Doyle (1970) wechselte das Schloss abermals den Besitzer. Heute (2005) ist es der Öffentlichkeit nicht mehr zugänglich. Das Sherlock-Holmes-Museum wurde in das Maison Rouge im Dorf verlegt.
Am Aufgang zum Schloss steht die gotische Schlosskapelle Sainte-Agnès, die im 14. Jahrhundert unter bischöflicher Aufsicht erbaut wurde. Sie enthält im Chor Wandmalereien aus dem 15. Jahrhundert; die Glasgemälde wurden 1952 von J. Prahin erstellt. Im alten Ortskern sind einige stattliche Bürger- und Bauernhäuser aus dem 17. bis 19. Jahrhundert erhalten.

## Literatur

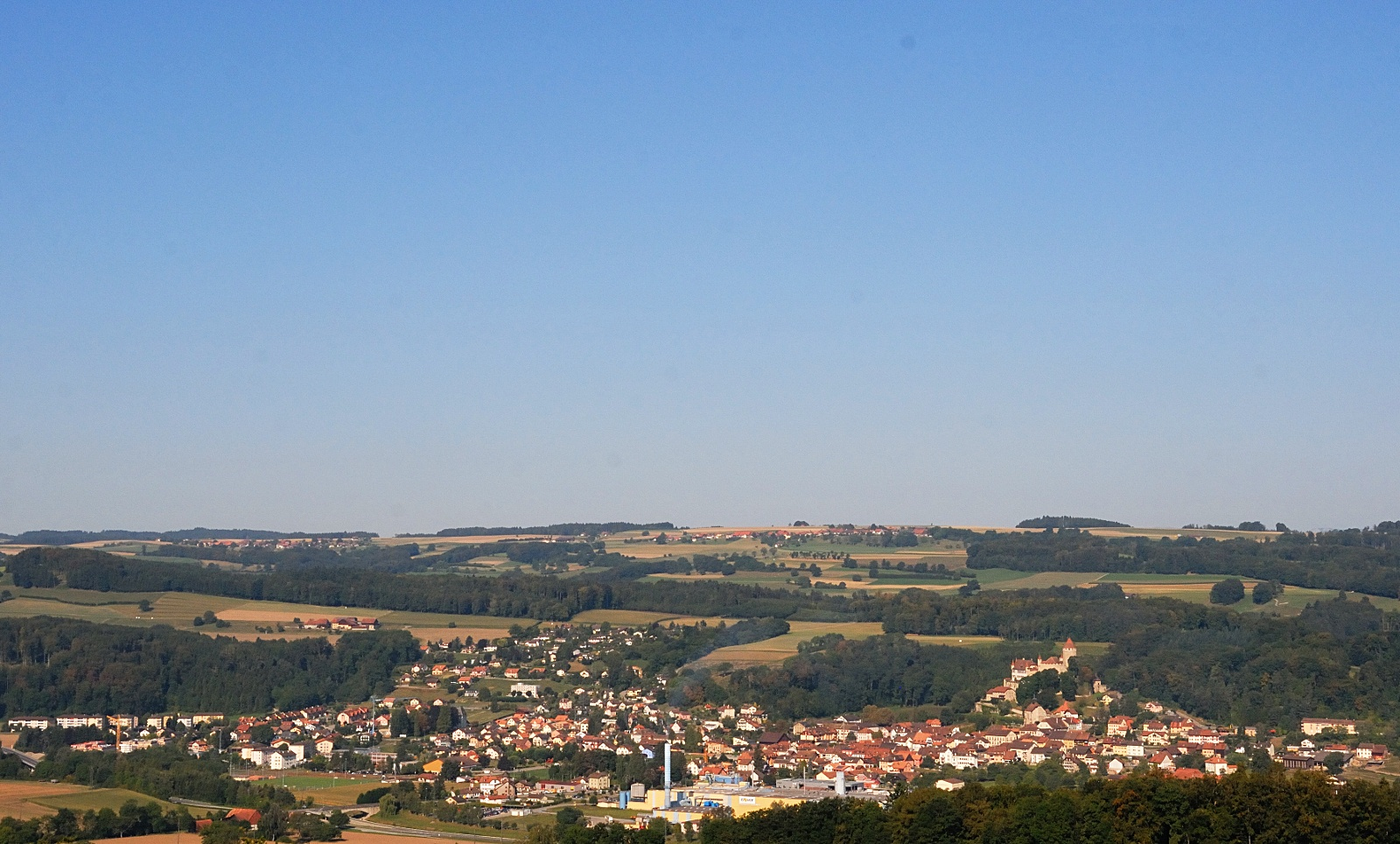
Blick auf Lucens
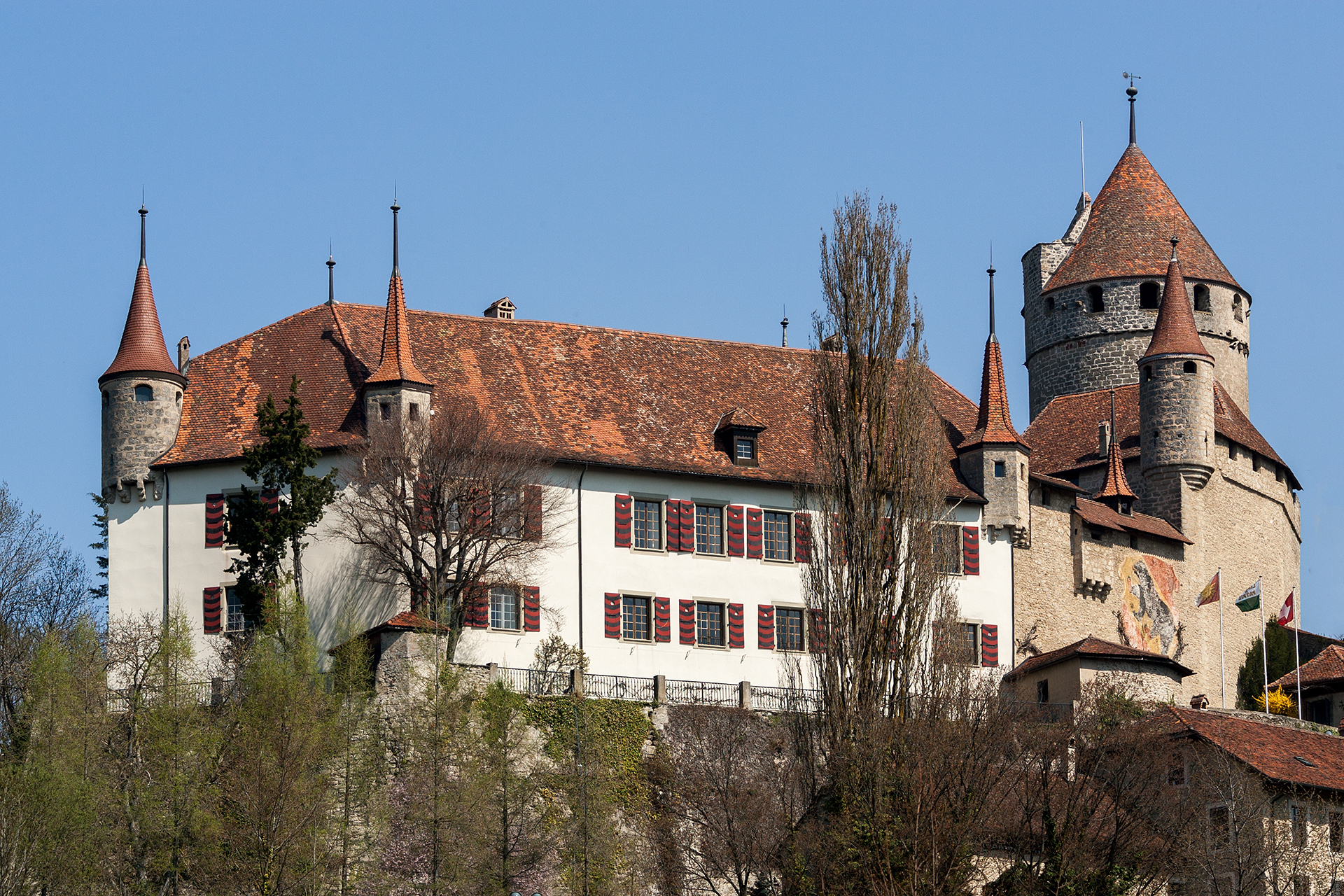
Schloss Lucens
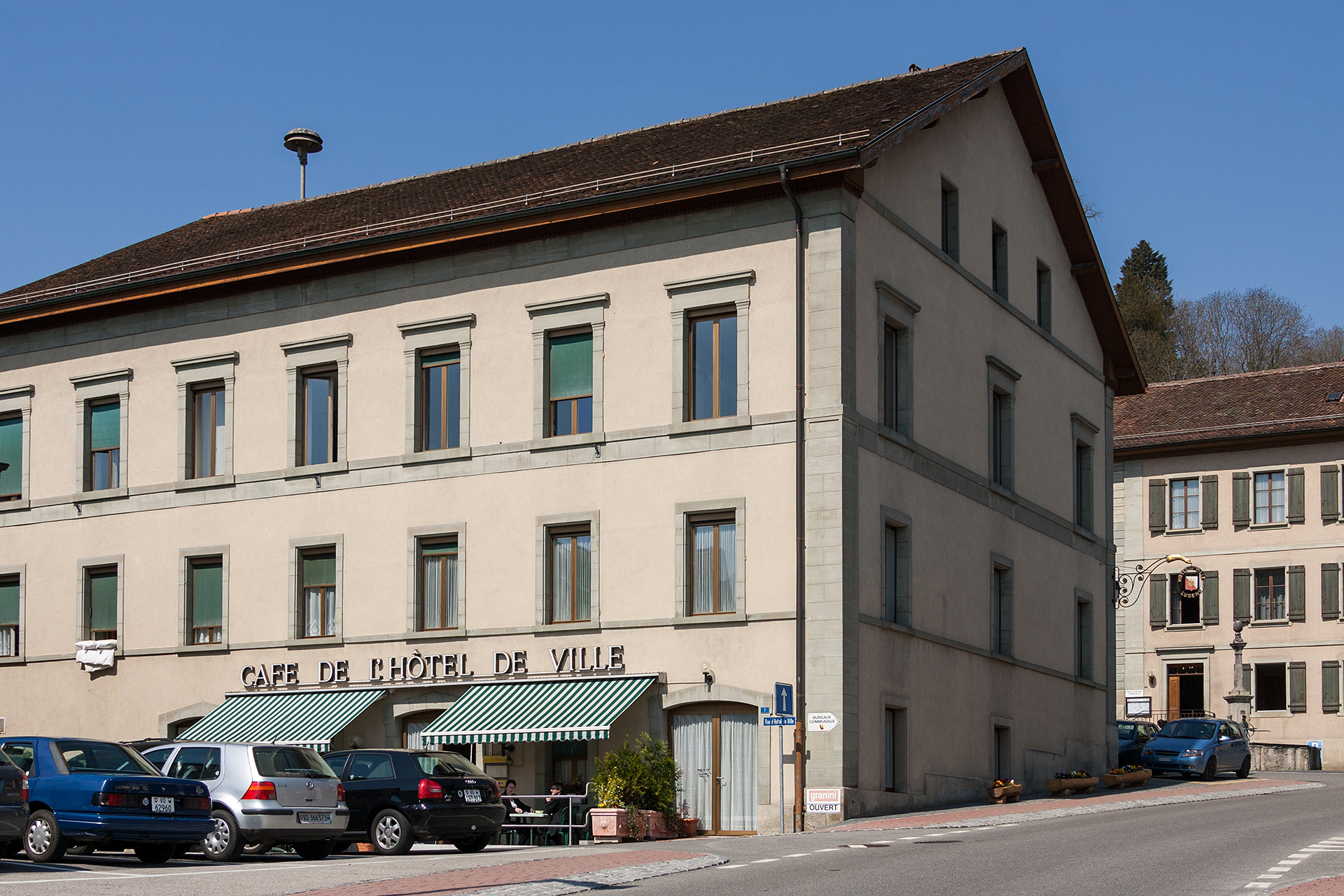
Rathaus
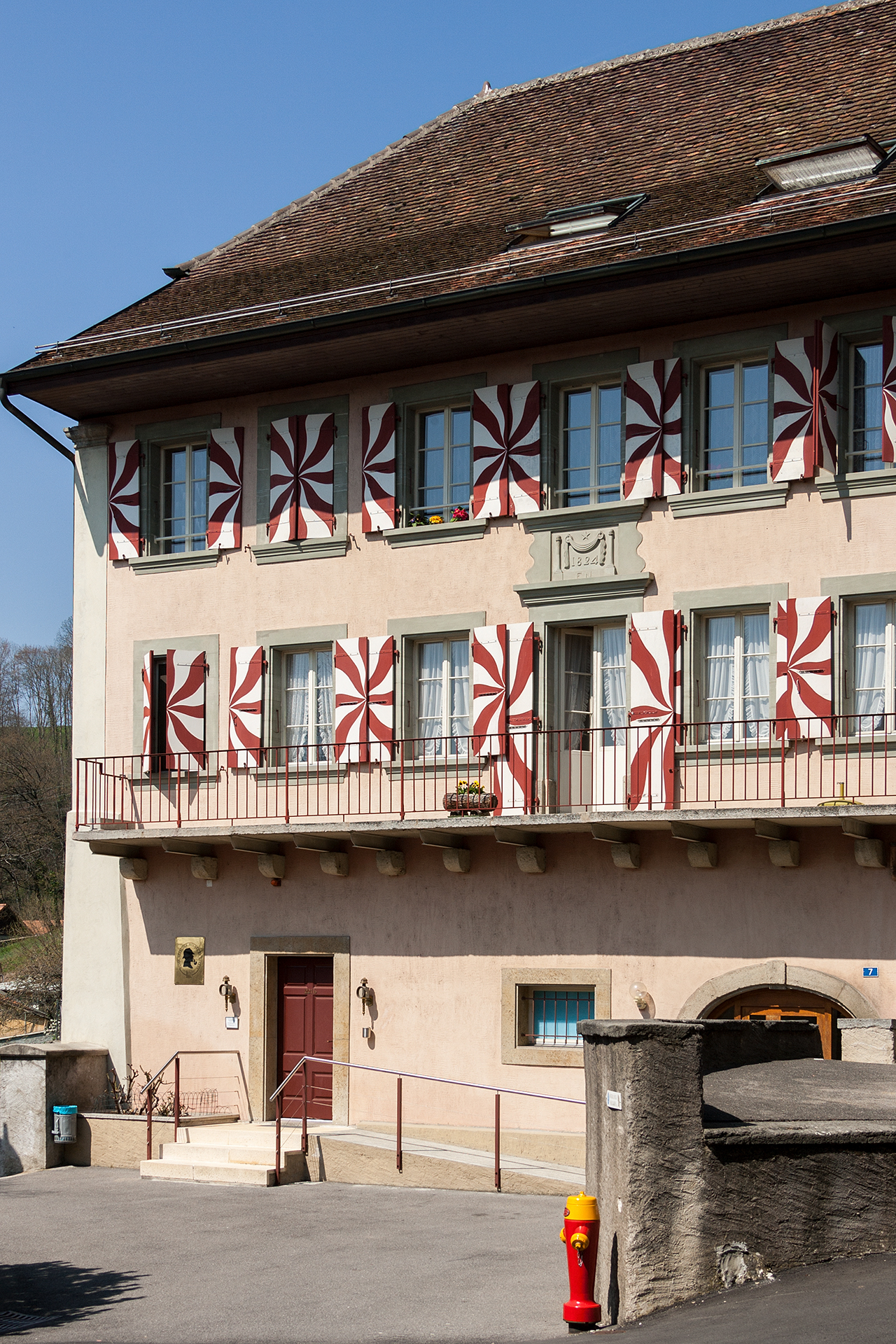
Maison rouge mit Sherlock-Holmes-Museum